# 藤山恭輔
藤山 恭輔（ふじやま きょうすけ、1999年4月21日 - ）は、大阪府出身のサッカー選手。ポジションはDF。

## クラブ歴
興國高等学校から大阪商業大学に進学した。
卒業後はドルガ・ツルノゴルスカ・フドバルスカ・リーガ所属のFKベラネに加入し、卒業後すぐの2022年3月6日に行われたリーグ戦で選手初出場を記録した。同年夏に同リーグのOFKニクシッチに移籍した。
2023年2月12日に日本フットボールリーグの鈴鹿ポイントゲッターズに完全移籍した。